# Alessandro Damiano

Wappen von Alessandro Damiano als Koadjutorerzbischof

Alessandro Damiano (* 13. Juli 1960 in Trapani) ist ein italienischer römisch-katholischer Geistlicher und Erzbischof von Agrigent.

## Leben
Alessandro Damiano erwarb zunächst 1979 einen handelstechnischen Diplomabschluss und studierte anschließend am Päpstlichen Römischen Priesterseminar. Am 24. April 1987 empfing er das Sakrament der Priesterweihe für das Bistum Trapani.
Nach der Priesterweihe war er in der Pfarrseelsorge tätig. Zusätzlich absolvierte er an der Päpstlichen Akademie Alfonsiana ein Aufbaustudium in Moraltheologie, das er 1995 mit dem Lizenziat abschloss. Seither lehrte er als Dozent für Moraltheologie am religionswissenschaftlichen Institut Sant’Alberto degli Abati in Trapani. Nach weiteren Studien an der Päpstlichen Universität Heiliger Thomas von Aquin in Rom erwarb er 2002 das Lizenziat in Kanonischem Recht. Von 1998 bis 2003 war er Kanzler der Diözesankurie und von 2000 bis 2003 geistlicher Assistent der Pfadfinderbewegung. Von 2000 bis 2005 war er Ehebandverteidiger am Diözesangericht und anschließend bis 2009 Offizial sowie Pfarrer in Erice. Von 2009 bis 2012 war er Pfarrer in Trapani und seit 2013 Richter am interdiözesanen Kirchengericht für Sizilien. Seit 2014 war er Generalvikar des Bistums Trapani.
Papst Franziskus ernannte ihn am 30. April 2020 zum Koadjutorerzbischof von Agrigent. Der Erzbischof von Agrigent, Francesco Kardinal Montenegro, spendete ihm am 5. September desselben Jahres die Bischofsweihe. Mitkonsekratoren waren der emeritierte Erzbischof von Cagliari, Giuseppe Mani, und der Bischof von Trapani, Pietro Maria Fragnelli.
Mit dem altersbedingten Rücktritt Francesco Kardinal Montenegros am 22. Mai 2021 folgte er diesem als Erzbischof von Agrigent nach.